# František Šíp
František Šíp (3. července 1881 Sousedovice – 22. října 1935 dvůr Vrchy u Třeboně) byl český voják, československý legionář v Rusku, účastník Ruské občanské války a tzv. Sibiřské anabáze, bankovní úředník a ředitel. Jakožto náčelník finančního oddělení čs. legií sehrál zásadní úlohu ve věci organizace a peněžního a materiálního zásobení početné legionářské armády a po svém návratu do nově vzniklé ČSR se následně roku 1919 stal spoluzakladatelem a prvním ředitelem Banky československých legií.

## Život

### Mládí
Narodil se v Sousedovicích nedaleko Strakonic v jihozápadních Čechách. Po vychození škol a absolvování povinné vojenské služby v rakousko-uherské armádě se usadil v Haliči, kde pracoval jako úředník a pozdější ředitel filiálky Ústřední banky českých spořitelen v Černovicích. Zde se naučil rusky a polsky a navázal mnoho cenných známostí v hospodářských a finančních kruzích.

### První světová válka
Když roku 1914 Rakousko-Uhersko vyhlásilo válku Srbsku a následně tak vstoupilo do válečného stavu s Ruskem, byl Šíp přidělen jako hospodářský důstojník v pevnosti Přemyšl. Po pádu pevnosti roku 1915 byl zajat a spolu s dalšími zajatci převezen do středoasijského Taškentu. Zde se přihlásil do České obce taškentské, organizace sdružující české zajatce. V květnu 1916 zvolen byl za člena výboru České obce taškentské a v červenci 1916 se dobrovolně přihlásil do nově vytvářených jednotek československých legií v Rusku, vytvořených až po bitvě u Zborova v srpnu 1917. Jakožto vynikající finanční odborník byl posléze povolán z osobního rozhodnutí prof. T. G. Masaryka do odbočky Národní rady v Moskvě, kde byl pověřen prací ve věci finančního a hospodářského zabezpečení čs. legií.
V listopadu 1917 proběhl v Ruském impériu socialistický převrat a vládu nad zemí přebrala komunistická vláda v Moskvě. V březnu 1918 pak uzavřela se Spolkem separátního mír v Brestu-Litevském. Šíp v té době prokázal mimořádnou pracovní houževnatost, kdy v situaci kolabující ruské armády i státu dokázal získávat finanční prostředky, mj. nesnadnými finančními operacemi pomocí francouzských a anglických směnek umístěných na ruském trhu, či prostřednictvím smlouvy se svazem ruských kooperativních spolků, která se osvědčila zejména v dobách měnového rozvratu. Oplýval též pozoruhodnými vyjednávacími schopnostmi, údajmě měl při jednáních se Sověty mj. vyhrožovat, že se osobně zná s Leninem.

### Sibiřská anabáze
Po rozhodnutí čs. legionářského vojska absolvovat tzv. Sibiřskou anabázi a obsadit oblast Transsibiřské magistály byl Šíp spoluzodpovědný za zabezpečení zhruba čtiřicetitisícového legionářského vojska rozmístěného na několikatisícikilometrové ploše železniční dráhy. Stejně tak se snažil preventivně řešit finanční situaci samotných vojáků, proto již na Sibiři roku 1918 založil Vojenskou spořitelnu, která dosáhla částky 116 milionů Kčs úspor ruských legionářů, zavedl poukazovací řízení, pomocí kterého mohli vojáci zasílat do vlasti peníze svým rodinám, a konečně roku založil 1919 Banku československých legií, známou jako Legiobanka, jejíž akcie byly vydány za nucené zadržený plat dobrovolníků, kteří s tím souhlasili. Tak vznikl peněžní ústav s akciovým kapitálem 70 milionů Kčs, jehož akcionáři se stalo na 35 000 legionářů, a který Šíp vedl. Banka se osvědčila již na Sibiři při financování návratu ruských legií do nově vzniklého Československa přes Vladivostok a následně mořskou cestou kolem Asie do Evropy a při dovážení různých surovin a potřeb z Dálného východu do válkou vyčerpané země.
Část svých vzpomínek na působení v legiích později shrnul ve spisu Několik kapitol o hospodářství naší sibiřské armády.

### Po návratu do Československa

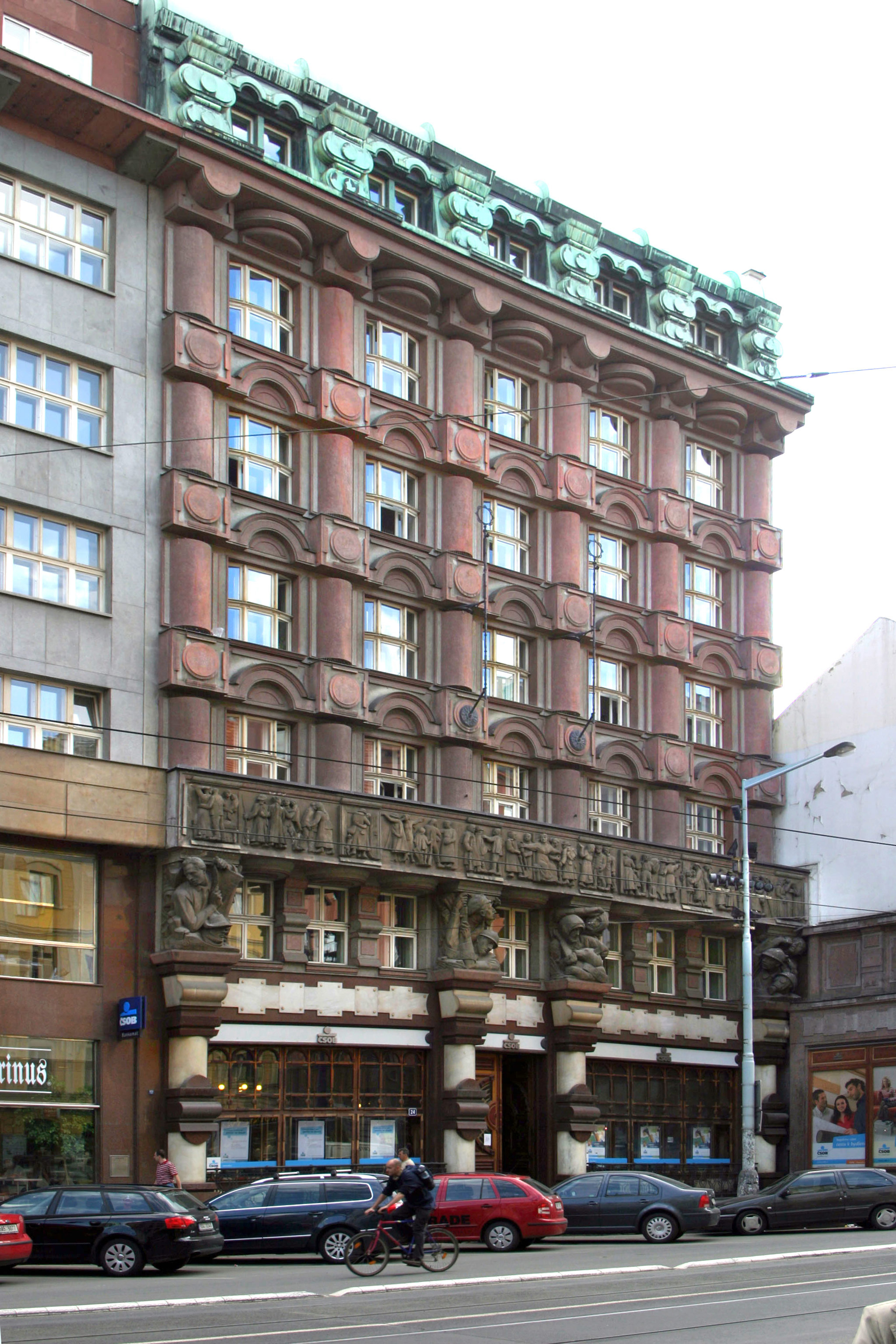
Budova Legiobanky v ulici Na Poříčí, Praha-Nové Město

Po svém návratu přešel do bojové zálohy a následně byl plně zaměstnán prací ředitele Legiobanky, pro niž vznikla unikátní rondokubistická budova podle návrhu architekta Josefa Gočára v pražské ulici Na Poříčí 1046/24. Podílel se v ředitelské funkci mj. na zakoupení námořní lodi pojmenované Legie, určené k transtportu legionářů do Evropy a následně užívané k obchodním zámořským plavbám. Rovněž spoluinicioval rozvoj obchodních aktivit banky v zaostalých oblastech Slovenska a Podkarpatské Rusi.
Ve 30. letech 20. století se začal potýkat se závažnou chorobou, která jej na několik let vyřadila z aktivního života.

### Úmrtí
František Šíp zemřel 22. října 1935 na svém statku Vrchy nedaleko Třeboně na následky svého onemocnění. Jeho ostatky byly zpopelněny ve Strašnickém krematoriu a pohřbeny v Praze.